# (24777) 1993 JY
1993 جاي واي (ويعرف أيضًا باسم (24777) 1993 جاي واي وفق تسمية الكوكب الصغير) (بالإنجليزية: 1993 JY)‏؛ هو كويكب ضمن حزام الكويكبات.
اكتُشف هذا الجُرم الفلكي بواسطة إيريك والتر إلست في 14 مايو 1993، وترتيبه 24777 من حيث الاكتشاف.

## الوصف
اكتُشف 247771993JY في 14 مايو 1993 في مرصد لاسيلا، الواقع في صحراء أتاكاما، إقليم كوكيمبو في تشيلي، بواسطة عالم الفلك البلجيكي إيريك والتر إلست. وقد رصد المشروع 1,386 مشاهدة للكويكب إلى غاية 8 يوليو 2021 بتوقيت منطقة المحيط الهادئ، أي في مدة قدرها 10,222 يومًا (28 عام). تستغرق الفترة المدارية للكويكب 1,520 يومًا (4.2 عام).

## الخصائص المدارية
يتميز مدار هذا الكويكب بنصف محور رئيسي يبلغ 2.59 وحدة فلكية، وحضيض قدره 2.08 وحدة فلكية، وانحراف قدره 0.196 وزاوية ميلان 12 درجة بالنسبة لمسار الشمس. بسبب هذه الخصائص، أي نصف المحور الرئيسي بين 2 و3.2 وحدة فلكية وحضيض أكبر من 1,666 وحدة فلكية، يُصنف هذا الجُرم الفلكي وفقًا لقاعدة بيانات مختبر الدفع النفاث لأجرام النظام الشمسي الصغيرة كائنًا من حزام الكويكبات الرئيسي.

## الخصائص الفيزيائية
يُقدر القدر المطلق (H) لـ247771993JY بـ14.35 ووضاءته بـ0.247، مما يمكِّن تقدير قطره بـ 4.070كم. استُخلصت هذه النتائج بفضل ملاحظات مستكشف الأشعة تحت الحمراء عريض المجال (WISE)، وهو مرصد فضائي أمريكي وُضع في المدار في عام 2009 ويراقب السماء بأكملها بالأشعة تحت الحمراء، في عام 2011، نُشرت النتائج الأولى المتعلقة بالكويكبات من الحزام الرئيسي.

## وصلات خارجية
- (24777) 1993 JY في قاعدة بيانات مختبر الدفع النفاث لأجرام النظام الشمسي الصغيرة

- الاكتشاف · مخطط المدار ·  العناصر المدارية · المعلمات المادية

- (24777) 1993 JY على موقع ويكي سكاي: DSS2, SDSS, GALEX, IRAS, Hydrogen α, X-Ray, Astrophoto, Sky Map, Articles and images